# 舒伯特 (內布拉斯加州)
舒伯特（英語：Shubert）是位於美國內布拉斯加州理查森縣的村。

## 人口
根據2020年美國人口普查的數據，舒伯特的面積為0.54平方千米，皆為陸地。當地共有人口163人，而人口密度為每平方千米302人。